# КБА-117
КБА-117 — 30-мм автоматический станковый гранатомёт, предназначенный для поражения живой силы и огневых позиций противника, расположенных в укрытиях, траншеях и за естественными складками местности (в выемках, оврагах, на обратных скатах высот). Разработан и производится государственным предприятием «КБ „Артиллерийское вооружение“».

## Общая характеристика
Является усовершенствованной версией советского АГ-17, устанавливается в боевые модули. Прицельные приспособления и ручной спуск отсутствуют. Установлен в боевых модулях «Гром», «Шквал», БМ-3 «Штурм», БМ-5М.01 «Катран-М», БМ-7 «Парус» и других. Существует и пехотная версия гранатомёта, разработанная для повышения огневой мощи пехоты на марше. На такой гранатомёт устанавливаются ручки, станок и прицел.
В 2016 году начались испытания КБА-117 в качестве оружия для сухопутных войск Украины. После завершения испытаний, в 2019 году КБА-117 был официально принят на вооружение вооружённых сил Украины.

## Технические характеристики
- Габариты, мм: 840 x 142 x 145
- Масса, кг
  - Тело гранатомёта: 18
  - Коробка на 29 гранат: 14,5
  - Выстрел: 0,35
  - Граната: 0,28
  - Взрывчатое вещество в гранате: 0,036
- Калибр: 30 мм
- Снаряд: ВОГ-17 и ВОГ-17М
- Начальная скорость полёта гранаты, м/с: 185
- Ствольная энергия, Дж: 4791
- Темп стрельбы, выстр./мин: 400
- Эффективность поражения:
  - Максимальная площадь поражения осколками ВОГ-17М, м²: 71
  - Радиус летального поражения осколками, м: 7
- Дальность, м:
  - Прицельная: 1700
  - Минимальная для навесной стрельбы: 1000
  - Максимальная высота траектории: 905
  - Дальность прямого выстрела по цели высотой 2 м: 250
- Режим стрельбы: непрерывный
- Нарезы: 12

## Модификации
- КБА-117 — модификация, версия советского АГ-17. Гранатомёт устанавливается на боевые модули бронетехники.
- КБА-119 — модификация для пехоты, версия советского АГС-17. Гранатомёт устанавливается на станок-треногу.

## Галерея

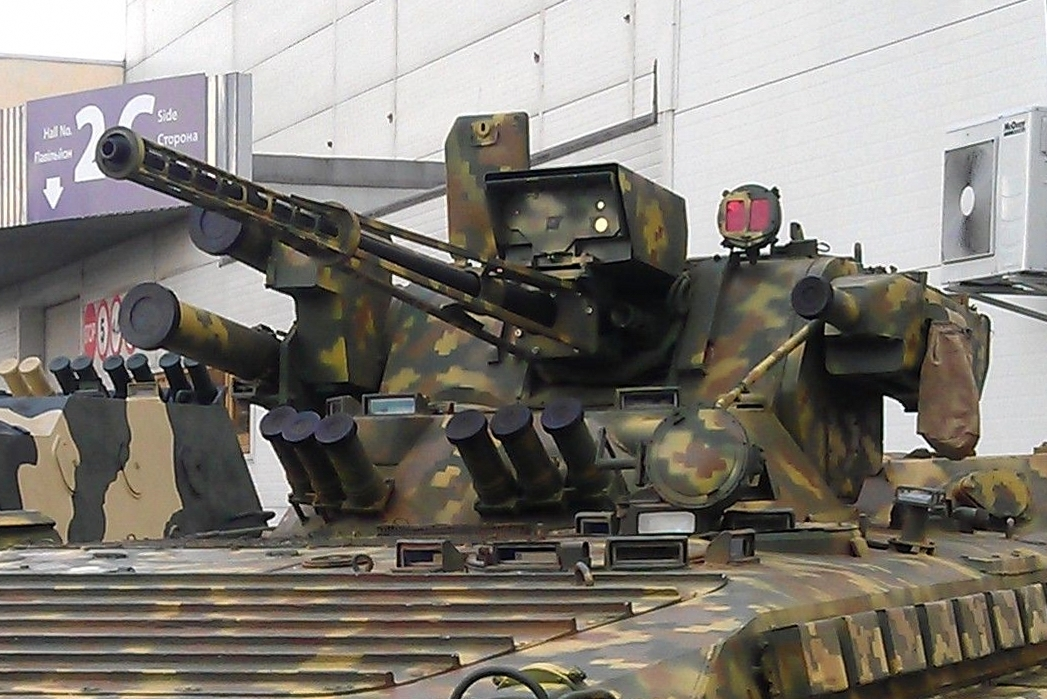
КБА-117 на модуле «Шквал»
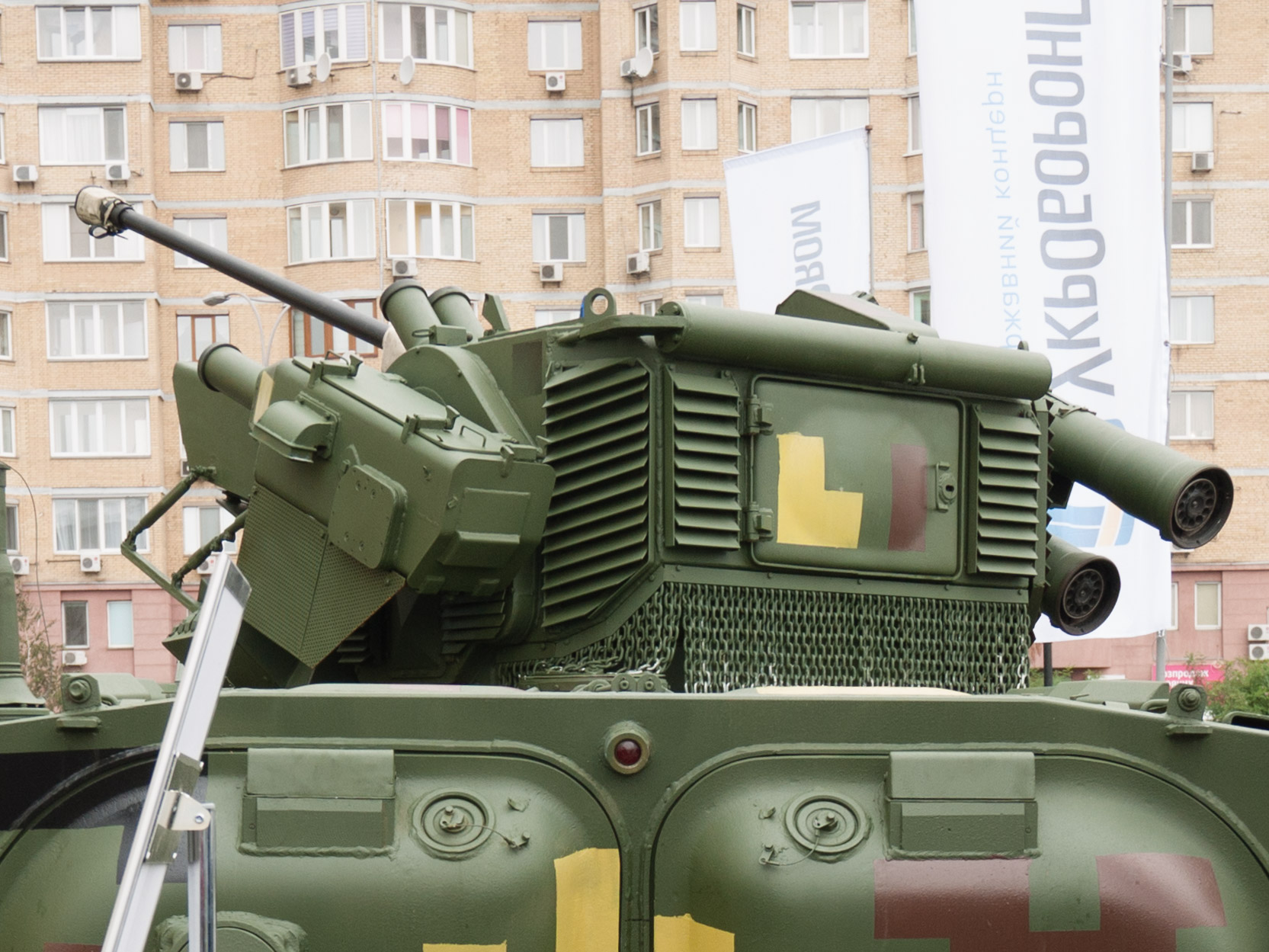
КБА-117, вид сзади (слева на башне)